# Institut national de la recherche agronomique

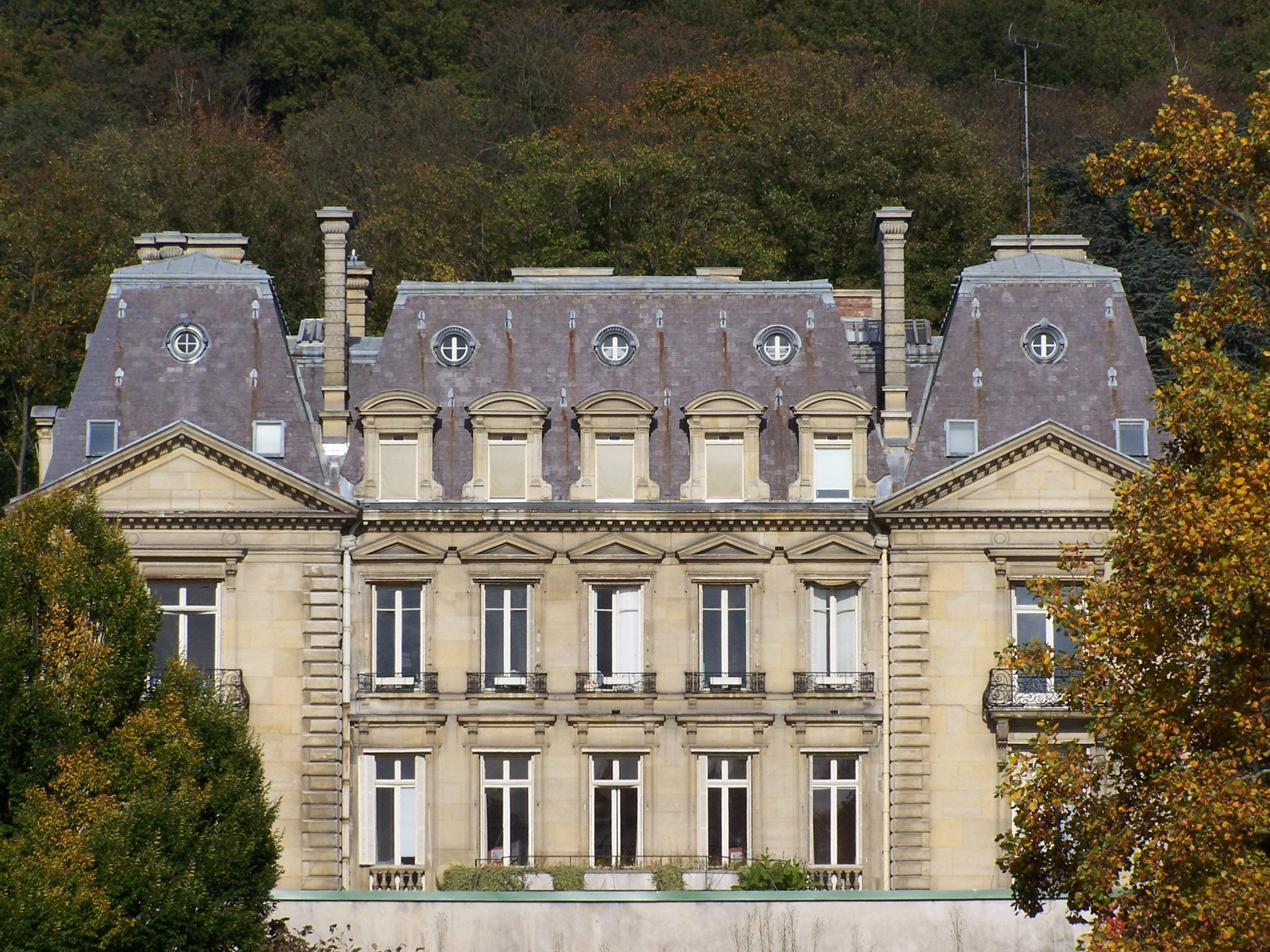
Château de Vilvert, em Jouy-en-Josas, sede do primeiro centro INRA

O Institut national de la recherche agronomique (INRA; em português, 'Instituto Nacional da Pesquisa Agronômica') é um estabelecimento público de caráter científico e tecnológico francês, voltado à pesquisa em  agronomia. Fundado em 1946, é  presidido por François Houllier desde 2012.  Administrativamente, está duplamente vinculado  ao  Ministério do Ensino Superior e da Pesquisa e ao  Ministério da Agricultura da França.
Primeiro instituto de pesquisa agronômica da Europa e segundo do mundo em número de publicações na sua área de atuação, o INRA realiza pesquisas relacionadas com alimentação, agricultura e meio ambiente. Tem como objetivo declarado o desenvolvimento de uma agricultura sustentável e, ao mesmo tempo, competitiva, adaptada às necessidades nutricionais humanas e às novas utilizações dos produtos agrícolas.

## Estrutura
1. 828 pesquisadores em ciências naturais e ciências humanas, 2.427 engenheiros, 4.249 técnicos e  administrativos compõem o quadro permanente INRA. Anualmente, 1.784 doutorandos, além de 1.000 estagiários e pesquisadores estrangeiros, são recebidos pelo Instituto.
As pesquisas do INRA  se distribuem nos seus  13 departamentos científicos :
- Meio ambiente e agronomia
- Ecologia das florestas, campos e meios aquáticos
- Alimentação humana
- Biologia e  melhoramento de plantas
- Caracterização e elaboração de produtos agrícolas
- Genética animal
- Matemáticas e informática aplicadas
- Microbiologia e cadeia alimentar
- Fisiologia animal e sistemas de pecuária
- Saúde animal
- Saúde das plantas e meio ambiente
- Ciências para a ação e o desenvolvimento [3]
- Ciências sociais, agricultura e alimentação, espaço e meio ambiente

O INRA dispõe de dispositivos originais e bases de dados abertos à comunidade científica:  observatórios de pesquisa do meio ambiente, centros de recursos genéticos, plataformas experimentais etc.